# François d'Orléans (1818-1900)
Pour les articles homonymes, voir François d'Orléans.
Titres
Député de la Haute-Marne
8 février 1871 – 7 mars 1876 
(5 ans et 28 jours)
François d’Orléans, prince du sang royal de France, prince de Joinville, est le troisième fils et septième enfant de Louis-Philippe, duc d'Orléans puis roi des Français et de Marie-Amélie de Bourbon, princesse des Deux-Siciles. Il est né le 14 août 1818 à Neuilly-sur-Seine et mort à Paris le 16 juin 1900.
C’est un membre de la maison capétienne d’Orléans.

## Famille
Le prince de Joinville est le troisième fils (sur 6) et le septième des dix enfants du roi Louis-Philippe et de son épouse Marie-Amélie des Deux-Siciles. Sa marraine est sa tante paternelle Adélaïde d'Orléans qui lui léguera son château d'Arc-en-Barrois.
Le 1er mai 1843, il épouse à Rio de Janeiro Dona Francisca de Bragança (1824-1898), princesse du Brésil et du Portugal, fille de l'empereur Pedro I (également roi du Portugal comme Pedro IV). Lors du mariage, le territoire où se trouve la ville brésilienne de Joinville constitue une partie de la dot de la princesse.
Le couple eut trois enfants :
- Françoise d'Orléans (1844-1925), qui épouse en 1863 Robert d'Orléans (1840-1910), duc de Chartres. La princesse est l'arrière-grand-mère du comte de Paris Henri d'Orléans (1933-2019) ;
- Pierre d'Orléans (1845-1919), duc de Penthièvre. Sans alliance, le prince a toutefois eu deux enfants d'une femme mariée :
  - Jeanne Lebesque (1879-), qui épouse le marquis Jean de Gouy d'Arsy,
  - Pierre Lebesque (1881-1962) ;
- un garçon, né et mort le 30 octobre 1849.

## Biographie

### Origine

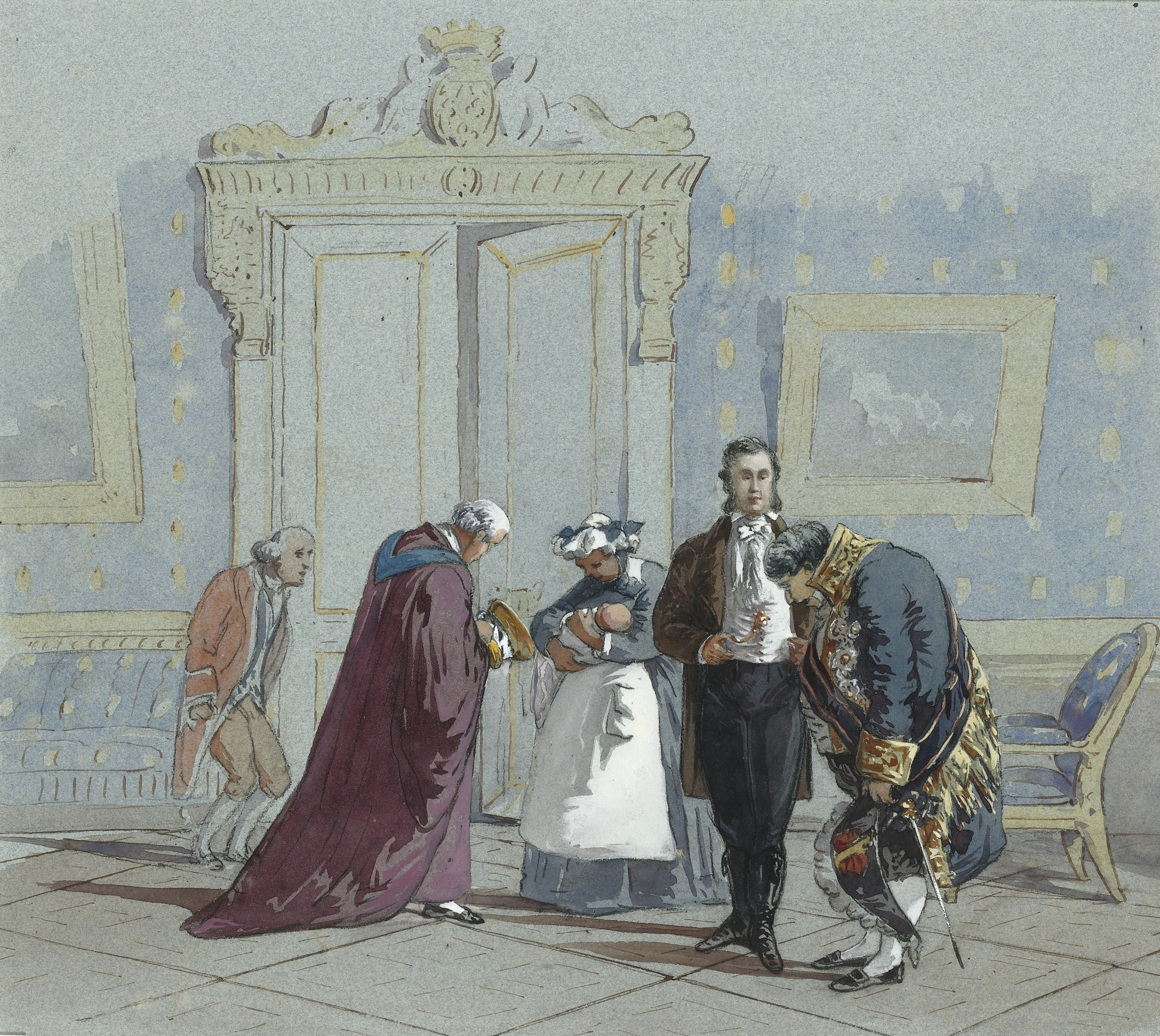
Naissance du prince de Joinville François d'Orléans, peint par lui-même.

Le prince de Joinville naît à Neuilly le 14 août 1818. Comme ses frères, il passe ses premières années au lycée Henri-IV. Il n'a pas encore 12 ans quand son père, après les Trois Glorieuses, devient roi des Français. Il a pour précepteur Auguste Trognon.
Autant pour obéir aux ordres du roi, son père, que pour suivre ses propres goûts, le prince se dispose à entrer dans la marine par des études spéciales, subit ses premiers examens à Brest et commence à l'âge de 13 ans l'apprentissage du métier de marin. Il s'embarque à Toulon, au mois de mai 1831, comme aspirant de 2e classe sur la frégate Artémise, navigue sur les côtes de France et se rend en Corse, à Livourne, à Naples, à Alger. Là, il est soumis à toutes les épreuves imposées aux élèves de l'École navale.
Entre-temps, sa sœur aînée, Louise-Marie d'Orléans, est devenue la première reine des Belges en épousant le roi Léopold Ier de Belgique.

### Carrière militaire

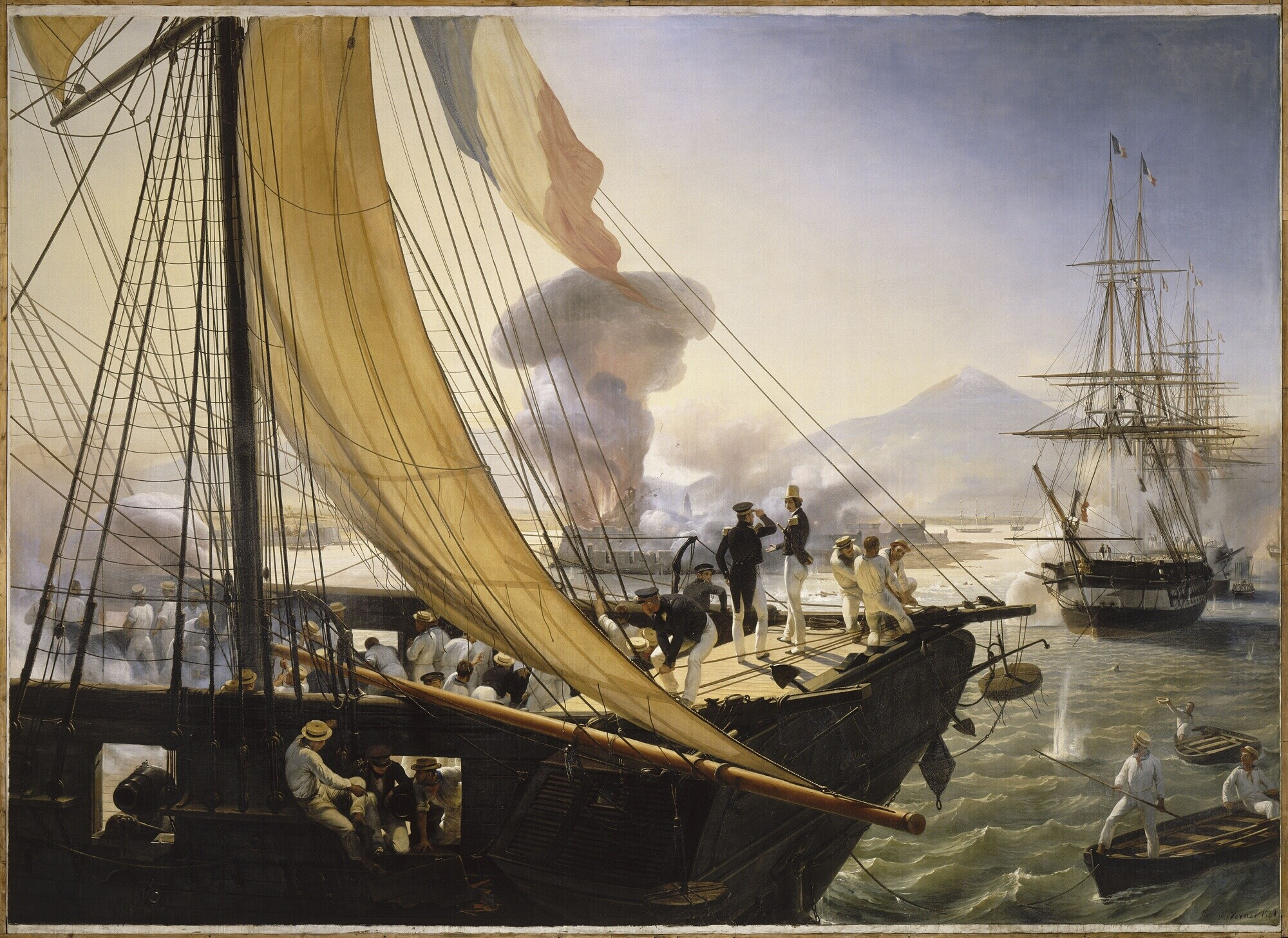
Le prince de Joinville observant le bombardement de Saint-Jean d'Uloa depuis l'arrière de son navire lors de l'expédition contre le Mexique en 1838 (Horace Vernet - Château de Versailles).

Au mois d'août 1834, le prince de Joinville passe de nouveaux examens à Brest sous la direction du chevalier Préaux Locré. Reçu élève de première classe, il s'embarque immédiatement à Lorient sur la frégate Syrène, se rend à Lisbonne, aux Açores, et rentre en France après trois mois de navigation.
Le 25 mai 1835, il part, en qualité de lieutenant de frégate, sur la Didon (en) et visite dans tous ses détails les grands établissements de marine britannique de Portsmouth et de Cork.
L'année suivante, il fait un voyage dans les mers du Levant, sur l’Iphigénie, en qualité de lieutenant de vaisseau. Il visite Smyrne, où il essuie une tempête horrible, Rhodes, Chypre, Latakié, Tripoli de Syrie, Beyrouth, Jaffa, Jérusalem, et une partie de la Terre sainte.
En 1837, à bord du vaisseau l’Hercule, il se rend à Gibraltar, à Tanger, à Tenerife, débarque à Bône en octobre, et se met en route en toute hâte pour rejoindre l'armée qui marche contre Constantine. Cependant, le mauvais temps et la difficulté des routes le retardent, et il n'arrive que le 17 octobre alors que le drapeau français flotte déjà sur les murs de cette ville depuis le 13.
Avec le regret d'avoir manqué une occasion d'acquérir de la gloire, le prince reprend la mer, explore les côtes du Sénégal et visite Gorée. Il fait également plusieurs excursions à l'intérieur du continent africain, où il rend visite à quelques chefs de tribus Wolof. Puis, le prince fait voile pour le Brésil et arrive en janvier 1838 à Rio de Janeiro, où il est reçu à la cour impériale du Brésil par l'empereur Pedro II. Pendant son séjour à Rio, il fait la connaissance de Francisca, sœur de l'empereur, que François va épouser cinq ans plus tard. François consacre ce mois à visiter les provinces brésiliennes, et reçoit à Rio sa nomination au grade de capitaine de corvette.
Du Brésil, le prince se rend en Guyane, à Cayenne, à la Martinique, à la Guadeloupe. Il visite Washington, Philadelphie, Baltimore, les chutes du Niagara, New York, Boston, etc. Partout, il recherche avec ardeur les occasions de s'instruire, étudiant les mœurs et les usages et suivant surtout avec intérêt les divers développements de la puissance maritime. Après dix mois de navigation, il débarque à Brest le 11 juillet 1838 ; mais son repos n'est pas de longue durée.

### Le Mexique
Au mois d'août suivant, une escadre reçoit l'ordre de se diriger vers les côtes du Mexique pour mettre ses ports en état de blocus. Le prince de Joinville ayant reçu le commandement de la Créole, corvette de 24 canons, part de Brest le 1er septembre avec le contre-amiral Baudin, commandant de l'escadre.
Le 27 novembre, l'amiral donne l'ordre d'attaquer Saint-Jean d'Ullua, fort qui défend la ville de Veracruz.

### Le Levant

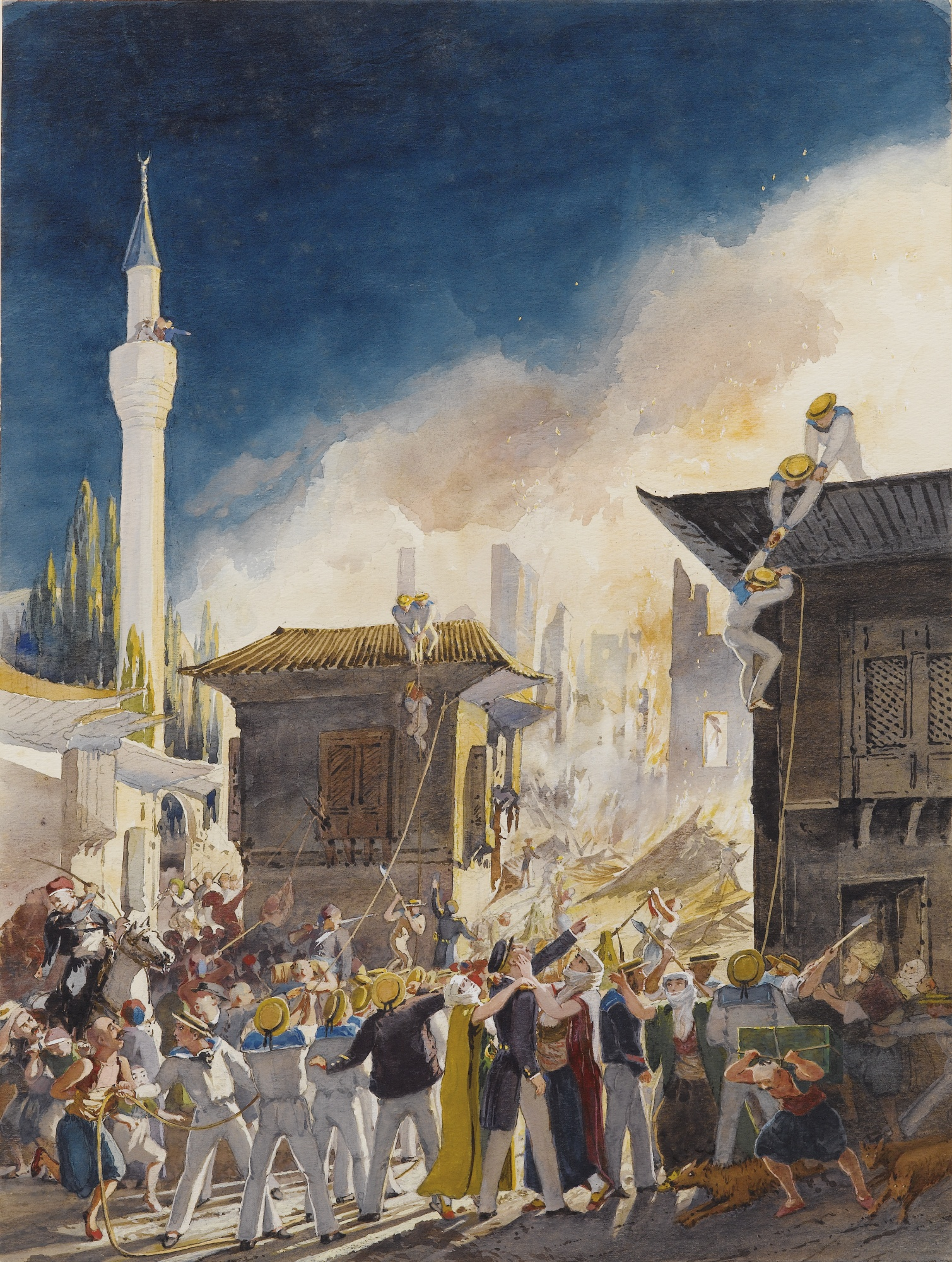
L'incendie de Péra à Constantinople, peint par le prince de Joinville.

Le 10 février 1839, le roi décore le jeune commandant de la Créole (21 ans) de la Légion d'honneur et l'élève au grade de capitaine de vaisseau.
Au mois de mai suivant, le prince prend à Cherbourg le commandement de la frégate Belle Poule. Il s'embarque à Toulon où il rejoint l'escadre d'évolutions commandée par l'amiral Lalande. Il est nommé chef d'état-major de la division navale et fait bientôt voile vers le Levant, sur le Jupiter. Il débarque à Constantinople où un épouvantable incendie ayant éclaté à Péra et à Galata menace d'engloutir le plus riche quartier de la capitale. Le prince accourt alors à la tête de ses marins et dirige les plus actifs secours. Son intrépidité et celle de son équipage parviennent à préserver la ville du plus immense danger.
De Constantinople, Joinville rejoint son escadre à Smyrne et débarque à Toulon à la fin de décembre.

### Le transfert des restes de Napoléon

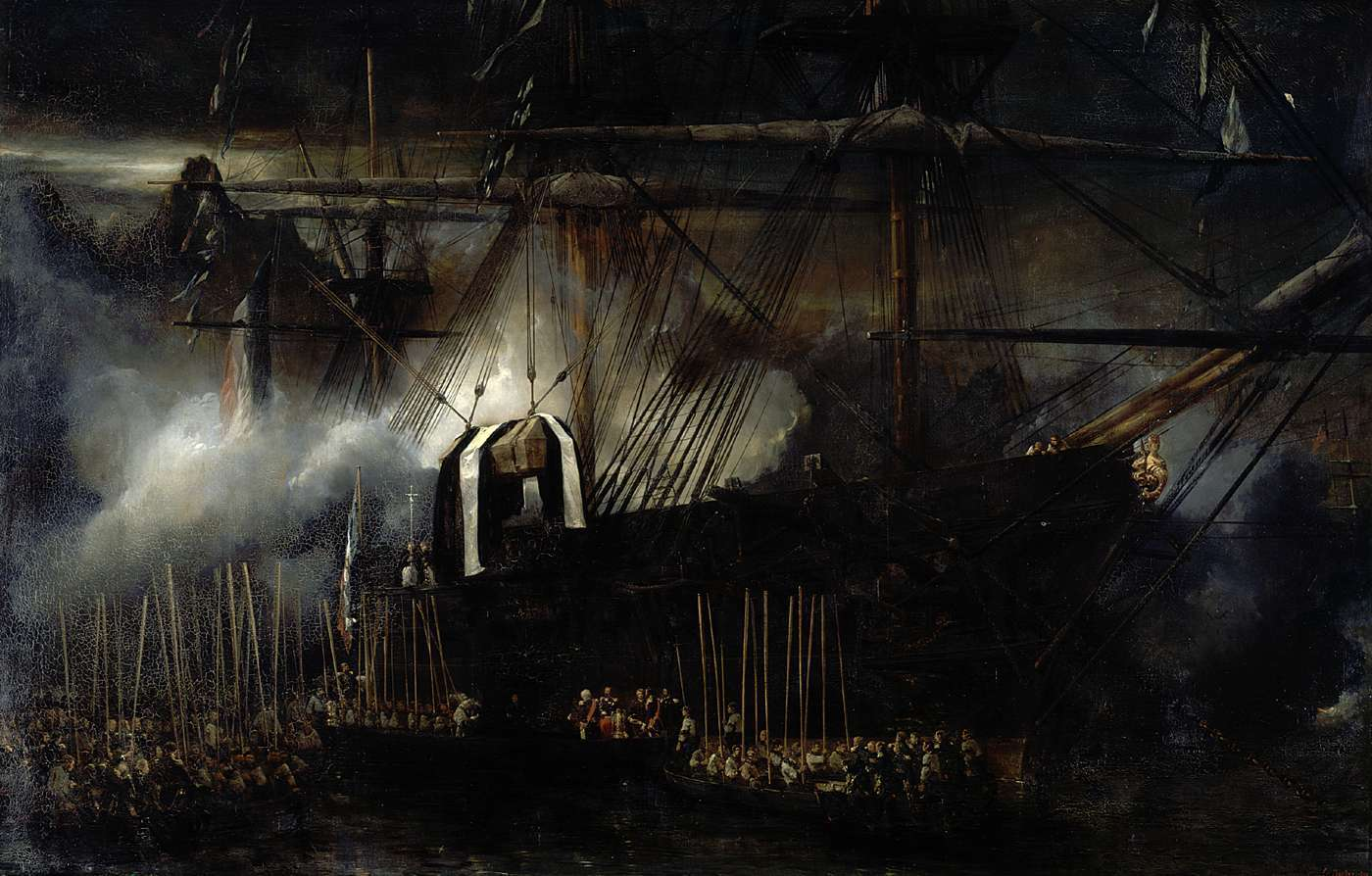
Le Transfert des cendres de Napoléon à bord de La Belle Poule, le 15 octobre 1840, Eugène Isabey.

En 1840, le prince de Joinville participe au transfert en France des restes mortels de l'empereur Napoléon Ier.

### Voyages

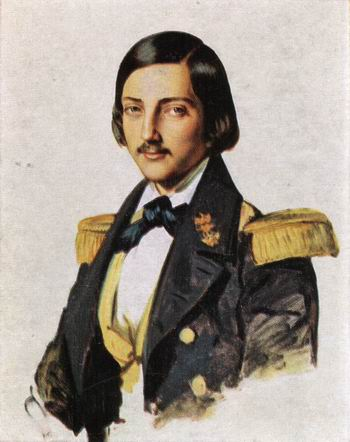

Au mois de mai 1841, le prince de Joinville, embarqué sur la Belle Poule, va visiter Amsterdam et tous les ports ou établissements maritimes des Pays-Bas. Il fait ensuite voile vers l'Amérique, visite le Cap-Rouge, Halifax, New York, Philadelphie, Washington puis revient en Europe par Lisbonne, où il est reçu par la reine Dona Maria, et rentre en France en janvier 1842.
Avec toute la famille Royale, il est consterné par la mort accidentelle de son frère, le prince royal Ferdinand-Philippe d'Orléans.
Au mois de juin suivant, il repart sur la Belle Poule avec l'escadre aux ordres du vice-amiral Hugon. Il accompagne alors son jeune frère le duc d'Aumale à Naples, puis à Lisbonne, et se dirige ensuite vers le Brésil, en faisant une halte à Saint-Louis-du-Sénégal, pour arriver le 27 mars 1843.

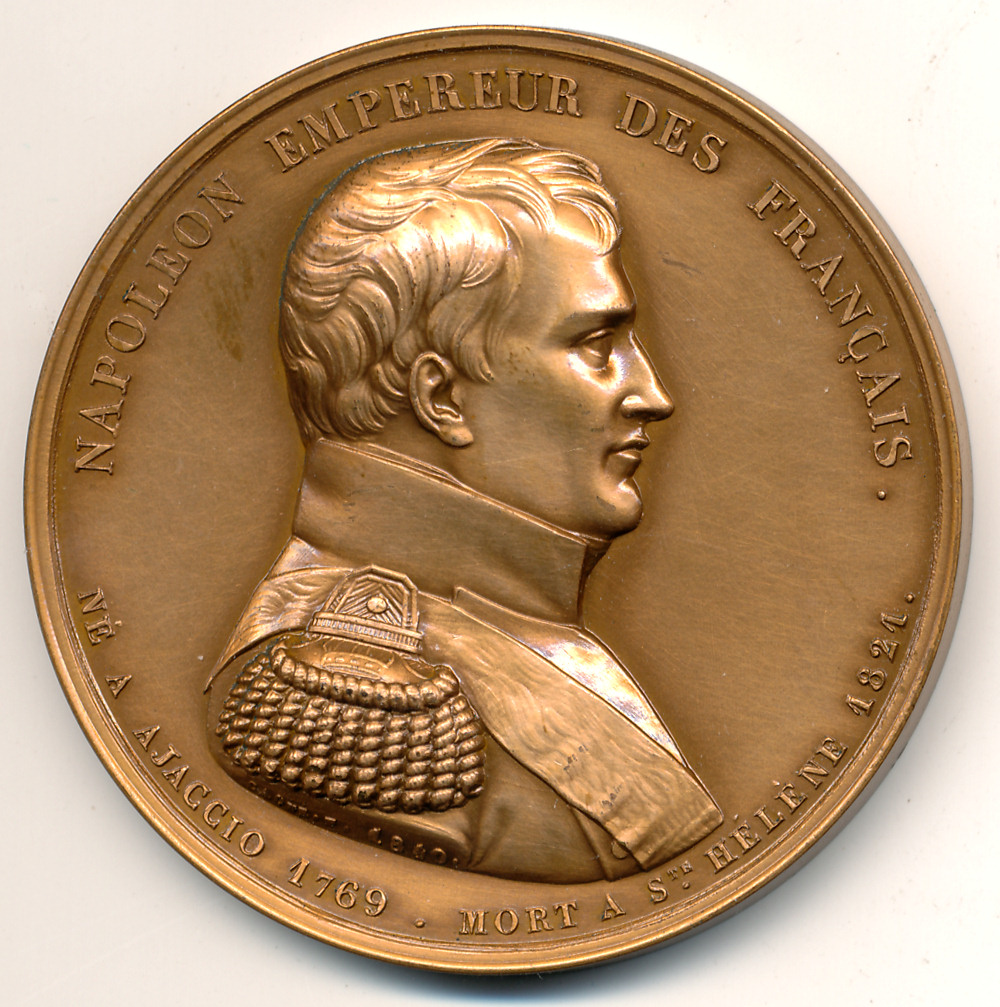
Médaille gravée en 1840 par Caqué pour le retour des cendres de l'Empereur, bronze 52 mm.

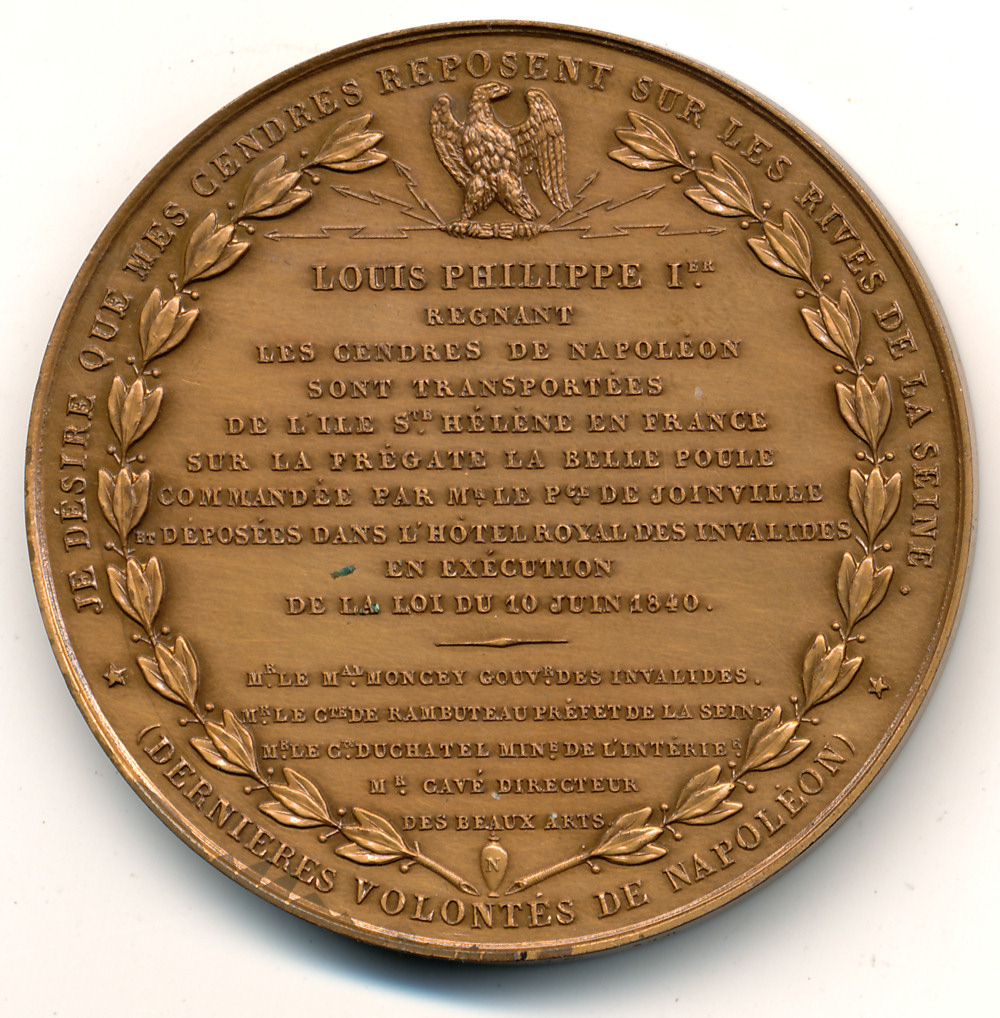
Revers de la médaille où est cité le prince de Joinville.

Son voyage vers le Brésil a pour but la demande en mariage de la princesse Francisca de Bragança, « dona Françoise de Bragance », fille de l'empereur Dom Pedro Ier et sœur de l'empereur Dom Pedro II et de la reine du Portugal Maria II (Dona Maria).
L'union des deux princes est célébrée à Rio de Janeiro le 1er mai 1843.
Immédiatement après, le prince emmène son épouse en France où naîtront bientôt leurs deux enfants.
Le 31 juillet 1843, Joinville est nommé contre-amiral avec voix délibérative aux séances du Conseil d'Amirauté.

### Le Maroc
Après leur mariage, le prince et la princesse de Joinville vont rendre visite à la reine Victoria du Royaume-Uni.
En 1844, le gouvernement français, mécontent des agressions réitérées des Marocains et de l'asile que ceux-ci accordent à Abd El-Kader, exige de leur part une réparation. Une escadre est alors envoyée sur les côtes du Maroc sous le commandement du prince de Joinville.
Le 7 mai 1846, celui-ci prend le commandement de l'escadre d'évolutions réunie en mer Méditerranée, composée de sept vaisseaux de ligne, dont le Souverain, sur lequel il a dressé son pavillon, et deux frégates à vapeur. Passionné par les progrès très rapides des technologies nouvelles, le prince prend la tête de la commission chargée d'étudier l'organisation d'une marine à vapeur. Il apporte tout son appui à l'ingénieur Dupuy de Lôme.
Sur le terrain politique, l'opposition du prince à Guizot accroit sa popularité.
Le 3 juin 1847, Joinville fait rendre les derniers devoirs aux restes des prisonniers français de la Bataille de Bailén (guerre d'Espagne, 1808), morts de misère sur le rocher de Cabrera, et dont les ossements étaient restés sans sépulture.

### Le Sénégal
Il a fait escale au Sénegal au moins deux fois dans sa carrière. La première sur l’Hercule en 1837, sur la route du Mexique, où il allait prendre part à la bataille de Vera Cruz et la seconde en 1842 sur la Belle Poule, au cours de laquelle il fut immortalisé par le peintre Nousveaux. C’est lors de sa première escale qu’il eut lui-même l’occasion de peindre une scène de tam-tam dans la cour de l’Hôtel du gouvernement, dans laquelle il représente Les autorités et les notables de la place, parmi lesquels plusieurs signares.

### Exil puis député

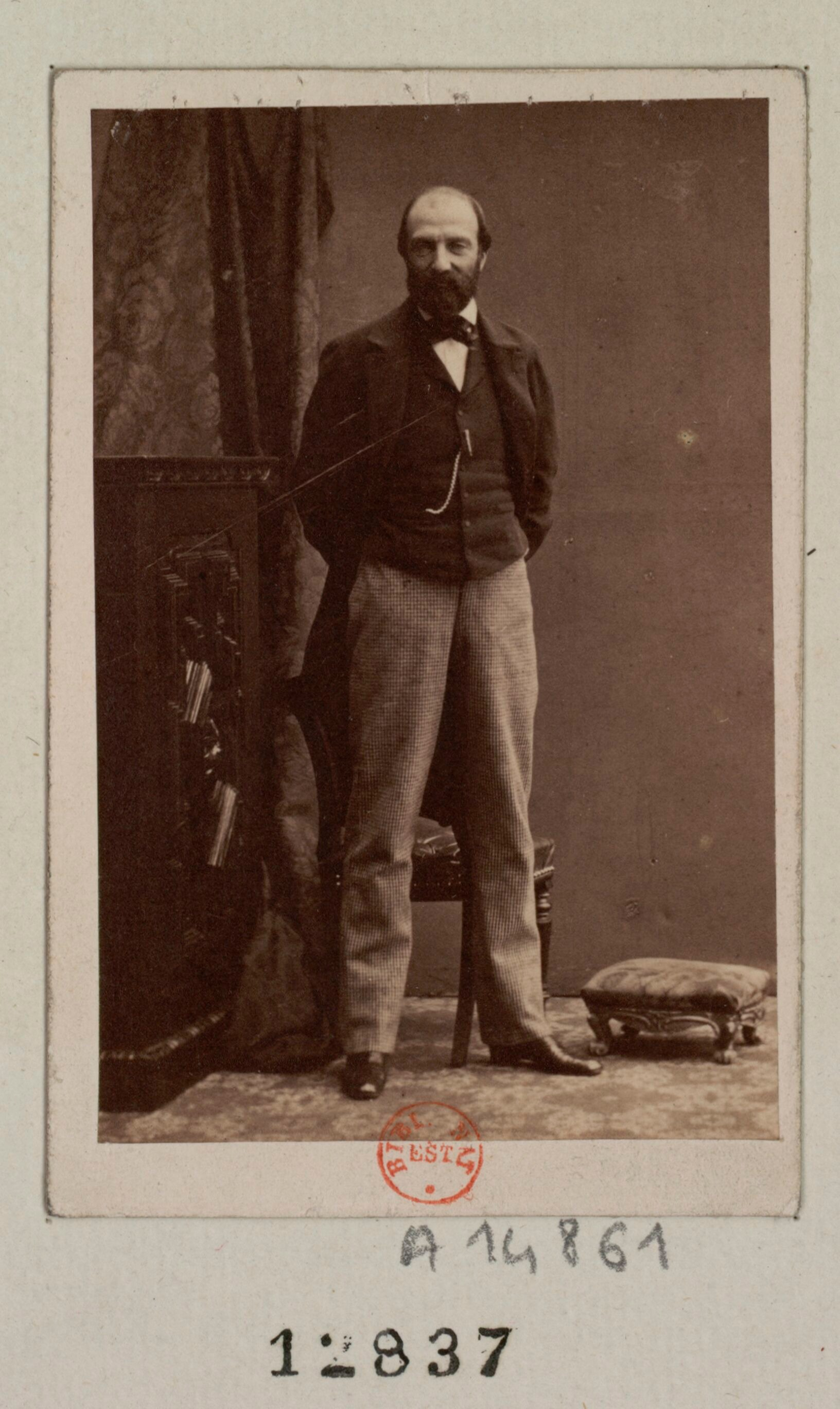
François d'Orléans, prince de Joinville.

Lorsqu'éclate la révolution de février 1848, le prince de Joinville se trouve à Alger, près de son frère le duc d'Aumale, gouverneur de l'Algérie depuis le mois de septembre 1847. Le 3 mars, les deux fils de Louis-Philippe s'embarquent sur le Solon pour le Royaume-Uni où ils rejoignent leurs parents proscrits.
Il était destiné à succéder à Louis-Napoléon Bonaparte à la Présidence de La République par les royalistes en 1852.
Exilé avec sa famille, le prince participe aux côtés de ses neveux le comte de Paris et le duc de Chartres à la guerre de Sécession dans les rangs nordistes.
Revenu en France pendant la guerre de 1870, le prince combat clandestinement les armées prussiennes.
Élu aux élections de 1871, il devient député de la Haute-Marne.

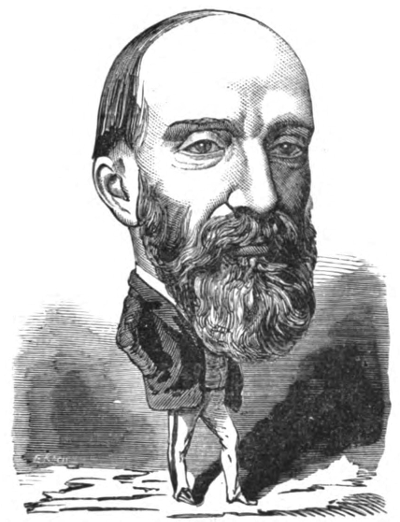
Caricature du prince François d'Orléans.

Réintégré dans son grade, il est à nouveau exclu de la Marine par la loi d'exil de 1886.
Le prince de Joinville meurt à Paris le 16 juin 1900.
Il a laissé de savoureux Vieux Souvenirs illustrés de sa main, différentes études sur la Marine, l'État des Forces navales de la France, le gouvernement britannique et la guerre de Sécession.

### Le joueur
Connu comme joueur, il aurait déposé sa montre pour honorer une dette de jeu. Quelque peu honteux, il aurait alors prétendu l'avoir oubliée chez sa tante, d'où l'expression « ma tante » pour qualifier le mont-de-piété.

## Titulature et décorations

### Titulature
- 14 août 1818 — 22 septembre 1824 : Son Altesse Sérénissime François d'Orléans, prince de Joinville, prince du sang de France
- 22 septembre 1824 — 9 août 1830 : Son Altesse Royale François d'Orléans, prince de Joinville, prince du sang de France
- 9 août 1830 — 16 juin 1900 : Son Altesse Royale le prince François d'Orléans, prince de Joinville

### Décorations dynastiques
Belgique
| Ordre de Léopold | Grand-croix de l'ordre de Léopold (22 mars 1842) |

 Empire du Brésil
| Ordre national de la Croix du Sud | Grand-croix de l'ordre de la Croix du Sud |
| Ordre de Pierre Ier               | Grand-croix de l'ordre de Pierre Ier      |

 Royaume des Deux-Siciles
| Ordre de Saint-Ferdinand et du Mérite | Grand-croix de l'ordre de Saint-Ferdinand et du Mérite |

 Royaume d'Espagne
| Ordre de la Toison d'Or | Chevalier de l'ordre de la Toison d'Or (29 octobre 1846), |
| Ordre de Charles III    | Grand-croix de l'ordre de Charles III                     |

 Royaume de France
| Ordre national de la Légion d'honneur | Chevalier (1er janvier 1839) puis grand-croix (10 février 1839) de l’ordre royal de la Légion d'honneur |

 Pays-Bas
| Ordre du Lion néerlandais | Grand-croix de l'ordre du Lion néerlandais |

 Royaume de Portugal
| Ordre de la Tour et de l'Épée | Grand-croix de l'ordre de la Tour et de l'Épée |

 Empire russe
| Ordre de Saint-André | Chevalier de l'ordre de Saint-André |

Duché de Saxe-Cobourg-Gotha
| Ordre de la Maison ernestine de Saxe | Grand-croix de l'ordre de la Maison ernestine de Saxe (1864) |

 Tunisie
| Nichan ad-Dam ou ordre du Sang | Chevalier de l'ordre du Sang, |

## Arts et sport

### Joinville et les arts
François d’Orléans apparaît dans Les Tuniques bleues, une bande dessinée française, dans l’album no 53 « Sang bleu chez les Bleus » ; il y est un des personnages principaux.
Le musée de la vie romantique à Paris a acquis en 2005 le très beau portrait de la jeune princesse de Joinville peint en 1844, dès son arrivée en France, par Ary Scheffer. Il est exposé en permanence dans le salon Orléans de l'hôtel Scheffer-Renan

### Joinville et le sport
Formé très jeune à la gymnastique par le célèbre colonel Francisco Amoros (précurseur de l'éducation physique et sportive en France) et aux exercices d'acrobatie équestre par Laurent Franconi (écuyer en chef de la troupe du cirque Olympique, ou Cirque d'été, sur les Champs-Élysées), François d'Orléans est un excellent sportif, doté de courage physique, et ses mémoires, les "vieux souvenirs", abondent en exploits audacieux, tant dans le cadre de son métier d'officier de marine que lors de ses voyages.
Francois d'Orléans apporta son patronage à la création de la Société des Régates du Havre en 1842 et à la Société des Régates de Brest en 1847, toujours existants aujourd'hui.
Le bateau-comité de la SRH, destiné à donner les départs de régate, est baptisé "Amiral Prince de Joinville" en son souvenir.

### Sources partielles
- « François d'Orléans (1818-1900) », dans Charles Mullié, Biographie des célébrités militaires des armées de terre et de mer de 1789 à 1850, 1852 [détail de l’édition]
- « François de Joinville », dans Adolphe Robert et Gaston Cougny, Dictionnaire des parlementaires français, Edgar Bourloton, 1889-1891 [détail de l’édition] [texte sur Sycomore]